# Liste des joueurs de l'USM Blida
Cette liste des joueurs de l'USM Blida a pour objectif de rassembler l'ensemble des joueurs ayant fait au moins une apparition en match officiel avec l'équipe première depuis 2000. C'est une liste alphabétique permettant de trouver le poste auquel évolue le joueur, sa période au club, sa nationalité,  ainsi que le nombre de matchs joués et de buts marqués dans les compétitions officielles (championnats, coupes nationales). La liste est encore incomplète.
Joueurs professionnels de l'USM Blida ayant fait au moins une apparition en match officiel avec l'équipe première depuis 2000.
- Haut – A
- B
- C
- D
- E
- F
- G
- H
- I
- J
- K
- L
- M
- N
- O
- P
- Q
- R
- S
- T
- U
- V
- W
- X
- Y
- Z

## A
| Nom                  | Nationalité | Poste              | Naissance  | Période     | Match | But | Réf. |
| -------------------- | ----------- | ------------------ | ---------- | ----------- | ----- | --- | ---- |
| Nacim Abdelali       | Algérie     | Milieu de terrain  | 19.12.1981 |             |       |     |      |
| Merouane Abdouni     | Algérie     | Gardien de but     | 27.3.1981  | 2011-2012   | 10    | 0   |      |
| Belkheir Abdelaoui   | Algérie     | Défense            | 04.06.1983 |             |       |     |      |
| Hassen Abdelouahab   | Algérie     | Attaque            |            |             |       |     |      |
| Izzedine Abed        | Algérie     | Milieu de terrain  | 31.10.1989 |             |       |     |      |
| Mohamed Abed Bahtsou | Algérie     | Attaque            | 25.12.1985 |             |       |     |      |
| Salim Aït Ali        | Algérie     | Gardien de but     | 01.12.1996 |             |       |     |      |
| Mourad Aït Tahar     | Algérie     | Attaquant          | 28.11.1969 | 1999-2000   | 32    | 3   |      |
| Hamza Aliouane       | Algérie     | Milieu de terrain  | 30.06.1985 |             |       |     |      |
| Mustapha Aliouat     | Algérie     | Attaque            |            |             |       |     |      |
| Nasreddine Akli      | Algérie     | Milieu de terrain  | 10.5.1953  | 1968-1977   |       |     |      |
| Ali Amiri            | Algérie     | Milieu de terrain  | 23.10.1987 |             |       |     |      |
| Mohamed Amraoui      | Algérie     | Gardien de but     | 14.01.1986 |             |       |     |      |
| Amar Amrane          | Algérie     | Défenseur          |            | 1968-1976   |       |     |      |
| Rezki Amrouche       | Algérie     | Défenseur          | 17.11.1970 | 2002-2004   | 58    | 3   |      |
| Mohamed Aoun Seghir  | Algérie     | Milieu de terrain  | 27.08.1983 |             |       |     |      |
| Okba Arafa           | Algérie     | Défense            | 14.08.1987 |             |       |     |      |
| Mourad Aït Mokhtar   | Algérie     | Milieux de terrain |            | 1999-2004   |       |     |      |
| Awudu Mussah         | Ghana       | Milieux de terrain |            | 1999 - 2003 |       |     |      |
| Aïssa Fouad          | Algérie     | Défenseur          |            | 2002 - 2005 |       |     |      |

## B
| Nom                      | Nationalité | Poste             | Naissance  | Période | Match | But | Réf. |
| ------------------------ | ----------- | ----------------- | ---------- | ------- | ----- | --- | ---- |
| Nasredine Bacha          | Algérie     | Milieu de terrain | 28.12.1988 |         |       |     |      |
| Redouane Bachiri         | Algérie     | Défense           | 27.10.1982 |         |       |     |      |
| Mohammed Badache         | Algérie     | Attaque           | 15.10.1976 |         |       |     |      |
| Ayoub Baoch              | Algérie     | Attaque           | 16.09.1980 |         |       |     |      |
| Abdelkader Bedrane       | Algérie     | Défense           | 02.04.1992 |         |       |     |      |
| Mohamed Belahoual        | Algérie     | Défense           | 14.06.1987 |         |       |     |      |
| Ayache Belaoued          | Algérie     | Milieu de terrain | 05.01.1984 |         |       |     |      |
| Mouloud Belatreche       | Algérie     | Milieu de terrain | 10.03.1976 |         |       |     |      |
| Kadour Beldjilali        | Algérie     | Milieu de terrain | 28.11.1988 |         |       |     |      |
| Khalfallah Belhaoua      | Algérie     | Défense           | 08.11.1988 |         |       |     |      |
| Abdenour Belkheir        | Algérie     | Milieu de terrain | 21.02.1989 |         |       |     |      |
| Sid Ahmed Belouahem      | Algérie     | Défense           | 26.08.1977 |         |       |     |      |
| Mohamed Beloufa          | Algérie     | Attaque           | 25.04.1985 |         |       |     |      |
| Aziz Benabdi             | Algérie     | Milieu de terrain | 09.08.1993 |         |       |     |      |
| Miloud Benamara          | Algérie     | Défense           | 26.11.1979 |         |       |     |      |
| Youssouf Benamara        | Algérie     | Défense           | 24.04.1984 |         |       |     |      |
| Ishaq Benameur           | Algérie     | Défense           | 06.09.1986 |         |       |     |      |
| Abdelkader Benayada      | Algérie     | Défense           | 05.05.1982 |         |       |     |      |
| Tarek Bendiaf            | Algérie     | Milieu de terrain | 08.09.1991 |         |       |     |      |
| Reda Benhadj Djillali    | Algérie     | Milieu de terrain | 31.05.1978 |         |       |     |      |
| Nadir Benloucif          | Algérie     | Milieu de terrain | 23.09.1982 |         |       |     |      |
| Hafid Benmeghit          | Algérie     | Attaque           | 17.04.1988 |         |       |     |      |
| Nacer Bennemra           | Algérie     | Milieu de terrain | 12.06.1989 |         |       |     |      |
| Adlene Bensaïd           | Algérie     | Attaque           | 03.11.1981 |         |       |     |      |
| Samir Bentayeb           | Algérie     | Attaque           | 26.05.1977 |         |       |     |      |
| Redouane Berghouche      | Algérie     | Milieu de terrain | 22.01.1987 |         |       |     |      |
| Mohamed Bessas           | Algérie     | Défense           | 14.01.1987 |         |       |     |      |
| Abdelmalek Bettouaf      | Algérie     | Attaque           | 16.09.1981 |         |       |     |      |
| Abdelmalek Bitam         | Algérie     | Milieu de terrain | 17.06.1986 |         |       |     |      |
| Abdellah Boudina         | Algérie     | Milieu de terrain | 13.11.2001 |         |       |     |      |
| Hadji Bouguèche          | Algérie     | Attaque           | 07.12.1983 |         |       |     |      |
| Khaled Boukacem          | Algérie     | Gardien de but    | 24.04.1985 |         |       |     |      |
| Ahmed Boulifa            | Algérie     | Gardien de but    | 12.06.1980 |         |       |     |      |
| Hervé Guillaume Boumsong | Caméroun    | Défense           | 13.12.1988 |         |       |     |      |
| Mansour Boutabout        | Algérie     | Attaque           | 20.09.1978 |         |       |     |      |
| Salim Brahmi             | Algérie     | Milieu de terrain | 20.04.1994 |         |       |     |      |

## C
| Nom                 | Nationalité | Poste             | Naissance  | Période | Match | But | Réf. |
| ------------------- | ----------- | ----------------- | ---------- | ------- | ----- | --- | ---- |
| Faouzi Chadouli     | Algérie     | Milieu de terrain | 03.01.1982 |         |       |     |      |
| Ghislain Chameni    | Caméroun    | Milieu de terrain | 21.08.1982 |         |       |     |      |
| Abdelghani Chaouaou | Algérie     | Défense           | 29.12.1983 |         |       |     |      |
| Hamza Chatal        | Algérie     | Défense           | 24.12.1982 |         |       |     |      |
| Abdellah Chebira    | Algérie     | Défense           | 12.07.1986 |         |       |     |      |
| Hamid Chehloul      | Algérie     | Attaque           | 21.06.1980 |         |       |     |      |
| Chems Chellali      | Algérie     | Attaque           | 04.11.1986 |         |       |     |      |

## D
| Nom                       | Nationalité | Poste             | Naissance  | Période   | Match | But | Réf. |
| ------------------------- | ----------- | ----------------- | ---------- | --------- | ----- | --- | ---- |
| Mohammed Djebbouri (Hami) | Algérie     | Allier droit      | 05.05.1913 | 1929-1956 |       |     |      |
| Mehdi Defnoun             | Algérie     | Défense           | 06.02.1979 |           |       |     |      |
| Smaïl Diss                | Algérie     | Défense           | 02.12.1976 |           |       |     |      |
| Adel Djadane              | Algérie     | Défense           | 23.06.1993 |           |       |     |      |
| Abdelouahab Djahel        | Algérie     | Milieu de terrain | 24.04.1985 |           |       |     |      |
| Antar Djemaouni           | Algérie     | Attaque           | 29.08.1987 |           |       |     |      |
| Younès Djeroudi           | Algérie     | Défense           | 22.01.1988 |           |       |     |      |
| Hadj Djilani              | Algérie     | Attaque           | 24.09.1984 |           |       |     |      |
| Salim Drali               | Algérie     |                   |            | 1997-2004 |       |     |      |

## E
| Nom               | Nationalité | Poste             | Naissance  | Période | Match | But | Réf. |
| ----------------- | ----------- | ----------------- | ---------- | ------- | ----- | --- | ---- |
| Amine El Bey      | Algérie     | Milieu de terrain | 19.02.1995 |         |       |     |      |
| Wilfried Endzanga | Congo       | Attaque           | 28.03.1980 |         |       |     |      |

## F
| Nom                | Nationalité | Poste             | Naissance  | Période | Match | But | Réf. |
| ------------------ | ----------- | ----------------- | ---------- | ------- | ----- | --- | ---- |
| Mourad Farhi       | Algérie     | Milieu de terrain | 23.07.1984 |         |       |     |      |
| Bouazza Feham      | Algérie     | Milieu de terrain | 11.04.1986 |         |       |     |      |
| Mounir Fekih       | Algérie     | Attaque           | 20.04.1993 |         |       |     |      |
| Abderrezak Feraoun | Algérie     | Défense           | 26.05.1985 |         |       |     |      |

## G
| Nom               | Nationalité | Poste             | Naissance  | Période   | Match | But | Réf. |
| ----------------- | ----------- | ----------------- | ---------- | --------- | ----- | --- | ---- |
| Samir Galoul      | Algérie     | Défense           | 18.10.1976 |           |       |     |      |
| Lounés Gaouaoui   | Algérie     | Gardien de but    | 28.09.1977 |           |       |     |      |
| Mohamed Ghalem    | Algérie     | Gardien de but    | 17.10.1977 |           |       |     |      |
| Tarek Ghoul       | Algérie     | Défense           | 06.01.1975 |           |       |     |      |
| Mustapha Gouaiche | Algérie     | Attaque           | 30.09.1979 |           |       |     |      |
| Hamza Guessoum    | Algérie     | Milieu de terrain | 10.11.1981 |           |       |     |      |
| Ahmed Guerrache   | Algérie     | Avant centre      | 13.07.1936 | 1962-1964 |       |     |      |

## H
| Nom               | Nationalité | Poste             | Naissance  | Période | Match | But | Réf. |
| ----------------- | ----------- | ----------------- | ---------- | ------- | ----- | --- | ---- |
| Nasser Hakkar     | Algérie     | Milieu de terrain | 04.03.1981 |         |       |     |      |
| Farès Hamiti      | Algérie     | Attaque           | 26.06.1987 |         |       |     |      |
| Abdelkader Harizi | Algérie     | Milieu de terrain | 14.07.1987 |         |       |     |      |
| Billel Harkas     | Algérie     | Milieu de terrain | 29.12.1974 |         |       |     |      |
| Rabah Hazi        | Algérie     | Milieu de terrain | 26.05.1984 |         |       |     |      |
| Bilel Herbache    | Algérie     | Milieu de terrain | 04.01.1986 |         |       |     |      |
| Hamza Heriat      | Algérie     | Milieu de terrain | 06.09.1987 |         |       |     |      |
| Mohcen Henia      | Tunisie     | Milieu de terrain |            |         |       |     |      |
| Mongi Haddad      | Lybia       | Attaque           |            |         |       |     |      |

## I
| Nom            | Nationalité | Poste             | Naissance  | Période | Match | But | Réf. |
| -------------- | ----------- | ----------------- | ---------- | ------- | ----- | --- | ---- |
| Slimane Illoul | Algérie     | Milieu de terrain | 12.12.1983 |         |       |     |      |

## K
| Nom                   | Nationalité | Poste             | Naissance  | Période   | Match | But | Réf. |
| --------------------- | ----------- | ----------------- | ---------- | --------- | ----- | --- | ---- |
| Fouaz Khaled          | Algérie     | Milieu de terrain | 01.04.1983 |           |       |     |      |
| Ismail Khalladi       | Algérie     | Gardien de but    | 18.08.1989 |           |       |     |      |
| Sabri Khellaf         | Algérie     | Attaque           | 18.06.1985 |           |       |     |      |
| Mohamed Kheloufi      | Algérie     | Milieu de terrain | 23.10.1988 |           |       |     |      |
| Sid Ali Khenifsi      | Algérie     | Défense           | 16.05.1980 |           |       |     |      |
| Abdelmoumen Kherbache | Algérie     | Défense           | 20.11.1986 |           |       |     |      |
| Kamel Kherkhache      | Algérie     | Attaque           | 21.03.1973 |           |       |     |      |
| Jud Kongnyuy          | Caméroun    | Milieu de terrain | 05.05.1988 |           |       |     |      |
| Amine Kraimia         | Algérie     | Milieu de terrain | 06.05.1988 |           |       |     |      |
| Nadir Kellal          | Algérie     |                   |            | 1969-1975 |       |     |      |
| Khaled Kritli         | Algérie     |                   |            | 1962-1967 |       |     |      |
| Moncef Kechiche       | Tunisie     | Gardien de but    |            |           |       |     |      |

## L
| Nom                 | Nationalité | Poste          | Naissance  | Période | Match | But | Réf. |
| ------------------- | ----------- | -------------- | ---------- | ------- | ----- | --- | ---- |
| Abdelkader Laïfaoui | Algérie     | Défense        | 09.07.1981 |         |       |     |      |
| Lounis Lanseur      | Algérie     | Défense        | 16.01.1989 |         |       |     |      |
| Armand Liberati     | France      | Gardien de but | 27.01.1923 |         |       |     |      |
| Oussama Litim       | Algérie     | Gardien de but | 03.06.1990 |         |       |     |      |
| Sofiane Louz        | Algérie     | Attaque        | 22.01.1991 |         |       |     |      |
| Lakhdari            | Algérie     |                | -1968      |         |       |     |      |

## M
| Nom                    | Nationalité | Poste             | Naissance  | Période | Match | But | Réf. |
| ---------------------- | ----------- | ----------------- | ---------- | ------- | ----- | --- | ---- |
| Kamel Maouche          | Algérie     | Milieu de terrain | 17.05.1977 |         |       |     |      |
| Tayeb Maroci           | Algérie     | Milieu de terrain | 01.06.1985 |         |       |     |      |
| Mohamed Medjoudj       | Algérie     | Milieu de terrain | 08.07.1977 |         |       |     |      |
| Mohamed Mehdaoui       | Algérie     | Attaque           | 29.09.1979 |         |       |     |      |
| Mustapha Melika        | Algérie     | Milieu de terrain | 12.05.1983 |         |       |     |      |
| Oussama Mesfar         | Algérie     | Attaque           | 28.03.1989 |         |       |     |      |
| Abdelkader Meziane     | Algérie     | Milieu de terrain | 10.09.1984 |         |       |     |      |
| Abderrahmane Mohammedi | Algérie     | Défense           | 10.09.1993 |         |       |     |      |
| Kamel Mohammedi        | Algérie     | Défense           | 16.08.1980 |         |       |     |      |
| Hichem Mokhtari        | Algérie     | Attaque           | 24.10.1991 |         |       |     |      |
| Ali Moumen             | Algérie     | Milieu de terrain | 31.03.1977 |         |       |     |      |

## N
| Nom                 | Nationalité | Poste             | Naissance  | Période | Match | But | Réf. |
| ------------------- | ----------- | ----------------- | ---------- | ------- | ----- | --- | ---- |
| Ezechiel N'Douassel | Tchad       | Attaque           | 22.04.1988 |         |       |     |      |
| Amine Nait-Slimani  | Algérie     | Milieu de terrain | 01.01.1992 |         |       |     |      |
| Mohamed Namani      | Algérie     | Défense           | 21.09.1990 |         |       |     |      |
| Taimmy Negreche     | Algérie     | Attaque           | 22.05.1983 |         |       |     |      |
| Fethi Noubli        | Algérie     | Attaque           | 02.11.1988 |         |       |     |      |

## O
| Nom                | Nationalité | Poste             | Naissance  | Période   | Match | But | Réf. |
| ------------------ | ----------- | ----------------- | ---------- | --------- | ----- | --- | ---- |
| El Hadi Ouadah     | Algérie     | Gardien de but    | 24.09.1983 |           |       |     |      |
| Hamza Ouali        | Algérie     | Milieu de terrain | 06.10.1987 |           |       |     |      |
| Hamza Ouanas       | Algérie     | Milieu de terrain | 18.12.1988 |           |       |     |      |
| Nasreddine Oussaad | Algérie     | Défense           | 12.03.1986 |           |       |     |      |
| Maâmar Ousser      | Algérie     | Défense           | 7.02.1935  | 1962-1967 |       |     |      |

## P
| Nom      | Nationalité | Poste             | Naissance  | Période | Match | But | Réf. |
| -------- | ----------- | ----------------- | ---------- | ------- | ----- | --- | ---- |
| Piracaia | Brésil      | Milieu de terrain | 17.04.1971 |         |       |     |      |

## R
| Nom              | Nationalité | Poste             | Naissance  | Période | Match | But | Réf. |
| ---------------- | ----------- | ----------------- | ---------- | ------- | ----- | --- | ---- |
| Aboubaker Rebih  | Algérie     | Milieu de terrain | 18.12.1983 |         |       |     |      |
| Redouane Rebih   | Algérie     | Attaque           | 23.03.1982 |         |       |     |      |
| Benhalima Rouane | Algérie     | Attaque           | 28.02.1979 |         |       |     |      |

## S
| Nom                  | Nationalité | Poste             | Naissance  | Période | Match | But | Réf. |
| -------------------- | ----------- | ----------------- | ---------- | ------- | ----- | --- | ---- |
| Mohamed Saâdi        | Algérie     | Milieu de terrain | 23.08.1987 |         |       |     |      |
| Walid Saïbi          | Algérie     | Milieu de terrain | 25.05.1990 |         |       |     |      |
| Islam Salemkour      | Algérie     | Milieu de terrain | 09.09.1987 |         |       |     |      |
| Salah Samadi         | Algérie     | Gardien de but    | 16.09.1976 |         |       |     |      |
| Abdel Saoudi         | Algérie     | Défense           |            |         |       |     |      |
| Réda Bensaïd Sayah   | Algérie     | Attaque           | 16.06.1989 |         |       |     |      |
| Touhami Sebie        | Algérie     | Défense           | 03.05.1988 |         |       |     |      |
| Benziane Senouci     | Algérie     | Milieu de terrain | 05.10.1981 |         |       |     |      |
| Ibrahim Khalil Sylla | Guinée      | Attaque           | 05.03.1988 |         |       |     |      |
| Soussi               | Algérie     | Attaque           |            | -1967   |       |     |      |

## T
| Nom             | Nationalité  | Poste             | Naissance  | Période   | Match | But | Réf. |
| --------------- | ------------ | ----------------- | ---------- | --------- | ----- | --- | ---- |
| Moussa Tahraoui | Algérie      | Attaque           | 24.02.1981 |           |       |     |      |
| Amadou Tall     | Burkina Faso | Milieu de terrain | 22.06.1975 |           |       |     |      |
| Mamadou Tall    | Burkina Faso | Défense           | 04.12.1982 |           |       |     |      |
| Slimane Tayeb   | Algérie      | Défense           | 24.01.1990 |           |       |     |      |
| Djilali Terbah  | Algérie      | Milieu de terrain | 26.07.1988 |           |       |     |      |
| Hacene Tilbi    | Algérie      | Attaque           | 17.08.1986 |           |       |     |      |
| Hacene Toual    | Algérie      | Gardien de but    | 03.01.1983 |           |       |     |      |
| Farid Touil     | Algérie      | Attaque           | 10.12.1974 |           |       |     |      |
| Zakaria Tsamda  | Algérie      | Défense           | 14.03.1992 |           |       |     |      |
| Mohamed Titous  | Algérie      | Défense           |            | 1962-1967 |       |     |      |

## Y
| Nom            | Nationalité | Poste             | Naissance  | Période | Match | But | Réf. |
| -------------- | ----------- | ----------------- | ---------- | ------- | ----- | --- | ---- |
| Mohamed Yaghni | Algérie     | Défense           | 26.02.1988 |         |       |     |      |
| Yanis Youcef   | France      | Milieu de terrain | 02.10.1989 |         |       |     |      |

## Z
| Nom                 | Nationalité | Poste             | Naissance  | Période                    | Match | But  | Réf. |
| ------------------- | ----------- | ----------------- | ---------- | -------------------------- | ----- | ---- | ---- |
| Guy Zaragoci        | France      | Gardien de but    |            | 1962 - 1966                |       |      |      |
| Abderaouf Zemmouchi | Algérie     | Défense           | 09.02.1987 | 2006 - 2011 et 2014 - 2015 |       |      |      |
| Omar Zenati         | Algérie     | Gardien de but    | 06.08.1983 | 2008 - 2009                |       |      |      |
| Mohamed Zidane      | Algérie     | Défense           | 05.10.1983 | 2014 - 2015                |       |      |      |
| Zoubir Zmit         | Algérie     | Milieu de terrain | 11.06.1975 | 2003 - 2005 et 2008 - 2009 |       |      |      |
|                     |             |                   |            |                            |       |      |      |
| Mohamed Zenikhri    | Algérie     | Arrière-gauche    | 11.03.1938 | 1962 - 1969                |       |      |      |
| Billal Zouani       | Algérie     | Attaque           | 11.12.1969 | 1987 - 2008                | +400  | +100 |      |
| Réda Zouani         | Algérie     | Attaque           | 20.05.1968 | 1986 - 1997                |       |      |      |